# (7123) 1989 TT1
(7123) 1989 TT1 là một tiểu hành tinh vành đai chính. Nó được phát hiện bởi Tsutomu Hioki và Nobuhiro Kawasato ở Okutama, Nishitama District, Tokyo, Nhật Bản, ngày 9 tháng 10 năm 1989.